# Catacombe van Marcellinus en Petrus

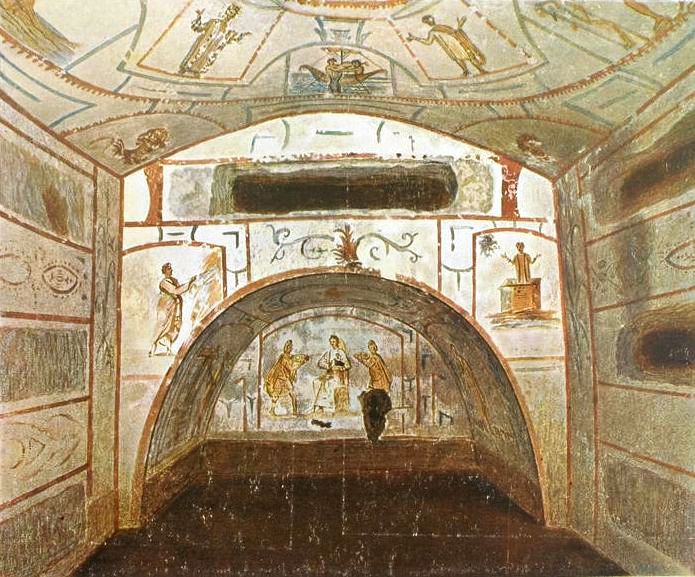
Kamer in de Petrus en Marcellinus-catacombe

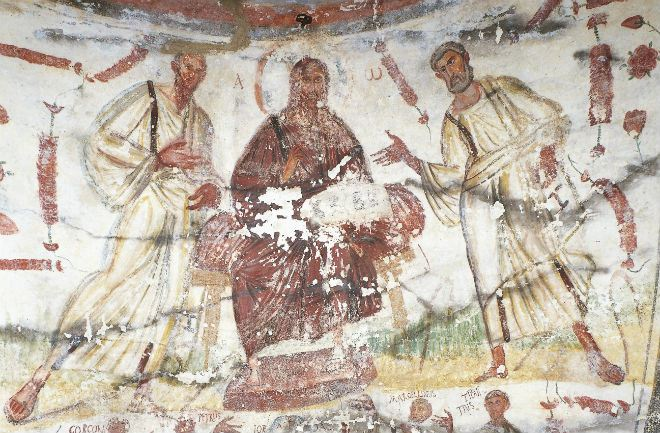
Aan het begin van de 4e eeuw begonnen afbeeldingen van een bebaarde en langharige Jezus op te duiken, zoals in dit werk uit de Catacombe van Marcellinus en Petrus. Geïnspireerd door afbeeldingen van de goden van het Griekse en Romeinse pantheon, zou de bebaarde versie de meest herschapen volwassen Jezus worden.

De Catacombe van Marcellinus en Petrus of Petrus en Marcellinus-catacombe (Italiaans: Catacombe dei Santi Marcellino e Pietro) is een van de catacombecomplexen in Rome, nabij de Via Casilina, op de derde mijl van de oude Via Labicana. De catacombe is genoemd naar de heilige martelaren Marcellinus en Petrus, maar werd ook wel Catacombe van Sant'Elena, Catacombe van San Tiburzio of Catacombe ad duas lauros genoemd. 

## Beschrijving

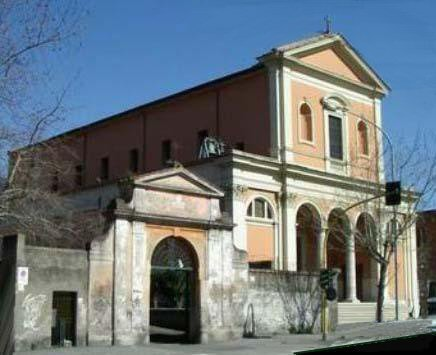
Kerk van Santi Marcellino e Pietro ad Duas Lauros

De catacombe ontstond tussen 100 en 200 na Christus. De toegang tot de ondergrondse begraafplaats bevindt zich bij de kerk van Santi Marcellino e Pietro ad Duas Lauros.
Het gebied maakte deel uit van een keizerlijk landgoed dat eigendom was van Augusta Flavia Giulia Elena, zoals blijkt uit het nieuws in het Liber pontificalis over het leven van paus Silvester I (314-315), waar gesproken wordt over de schenking van dit gebied door Constantijn en de grenzen van de Fondum Laurentum (wijziging voor Ad Duas Lauros) die zich uitstrekte van de Porta Sessoriana (Porta Maggiore) tot de Via Latina en in het zuiden tot aan de Monte Cavo.
Het gebied strekt zich uit over een oppervlakte van 18.000 m². Naar schatting hebben ze alleen al in de derde eeuw meer dan 15.000 ondergrondse graven gehuisvest met daarbij ook nog eens een paar duizend bovengrondse graven. In 2006 kwamen, dankzij een toevallige ontdekking, nieuwe onontgonnen delen aan het licht, sommige met fresco's, en een massagraf met meer dan 1200 lichamen van mensen. Deze mensen waren blijkbaar van rang, waarbij hun dood bijna gelijktijdig lijkt (getuigd bijvoorbeeld door het gebruik van dezelfde ceremoniële wierook voor veel van de lichamen, waaronder sandarak, olibanum en barnsteen) en dateren uit de tweede helft van het 2e eeuw en begin van de 3e eeuw, misschien als gevolg van een pestepidemie (waarschijnlijk de zogenaamde Pest van Antoninus). Er wordt verondersteld dat deze lichamen, die vóór de tijd van de christelijke begrafenissen in deze ondergrondse kamers waren geplaatst, toebehoorden aan families van de Equites singulares.
Na een door Azerbeidzjan gefinancierde restauratie van de omgeving, is de catacombe sinds april 2014 regelmatig te bezoeken tijdens de bezoekuren.